# CEV Champions League 2021/2022 (herrar)
CEV Champions League 2021-2022 spelades 22 september 2021 till 22 maj 2022. Det var den 63:e upplagan av tävlingen i volleyboll och 35 klubblag från CEV:s medlemsförbund deltog. ZAKSA Kędzierzyn-Koźle vann tävlingen för andra gången i rad genom att besegra Trentino Volley i finalen..  Kamil Semeniuk utsågs till mest värdefulla spelare, medan Alessandro Michieletto var främsta poängvinnare med 141 bollpoäng.

## Format
Turneringen bestod av kval, gruppspel och slutspel. Förutom finalen bestod varje möte mellan lag av två matcher. Matchpoäng fördelas enligt: 3 poäng för vinst med 3–0 eller 3–1 i set, 2 poäng för vinst 3–2, 1 poäng för förlust 2–3 loss och 0 poäng för förlust 1-3 eller 0-3 i set).
I kvalet deltog av 11 av de 29 kvalificerade lagen, baserat på CEV-rankingen. Det bestod av cupspel i tre omgångar, där varje möte bestod av två matcher. Laget med högst matchpoäng gick vidare. Vid lika efter de bägge matcher genomfördes ett golden set för att utse vinnare. De två vinnande lagen i andra omgången gick in i gruppspelet, medan de förlorande lagen i andra omgången möttes i en tredje omgång för att spela om den sista matchen i gruppspelet. De besegrade lagen i varje omgång gick in i CEV Cup 2021–2021.
I gruppspelet mötte alla lag alla två gånger. Ettorna gick direkt vidare till kvartsfinal medan tvåorna och den bästa trea gick vidare till åttondelsfinal. Övriga treor fick fortsätta spel i CEV Cup 2021–2022. Placering i gruppen bestämdes av antalet vunna matcher. Om två eller flera lag hade vunnit lika många matcher bestämdes deras inbördes rangordning av:
- Antal vunna matcher
- Antalet poäng
- Setkvot (antalet vunna set delat med antalet förlorade set);
- Bollpoängskvot (antalet vunna bollar delat med antalet förlorade bollar);
- Inbördes matcher.

Slutspelet bestod av kvartsfinaler, semifinaler och final. Finaln bestod av en match på en neutral arena, medan övriga matcher genomfördes med ett dubbelmöte (hemma/borta).

## Deltagande lag
| - UVC Graz - VC Maaseik - Volleyteam Roeselare - OK Mladost Brčko - Sjachtsior Salihorsk - VK Chebăr - HAOK Mladost - SK Duo - Vammalan LP | - AS Cannes - Berlin Recycling Volleys - VfB Friedrichshafen - Olympiakos SFP - Polonia London - AS Volley Lube - Sir Safety Perugia - Trentino Volley - OK Budva | - SV Dynamo - KS Jastrzębski Węgiel - Projekt Warszawa - ZAKSA Kędzierzyn-Koźle - SL Benfica - VK Karlovarsko - CS Arcada Galați - VK Dinamo Moskva - VK Lokomotiv Novosibirsk | - VK Zenit Sankt Petersburg - OK Vojvodina - VK Spartak Komárno - OK Maribor - Volley Amriswil - CV Guaguas - Fenerbahçe SK - Ziraat Bankası SK |

## Turneringen

### Kval

#### Föromgång

##### Match 1
| 22 september 2021 Tartu Ülikooli Spordihoone, Tartu Speltid: 1h:22 - Åskådare: 500 | SK Duo | 3 - 0 | Volley Amriswil | 25-20, 25-22, 25-20 |

##### Match 2
| 29 september 2021 Sporthalle Tellenfeld, Amriswil Speltid: 1h:56 - Åskådare: 426 | Volley Amriswil | 3 - 2 | SK Duo | 19-25, 25-23, 21-25, 25-21, 15-10 |

#### Första omgången

##### Match 1
| 5 oktober 2021 Centro Insular de Deportes, Las Palmas Speltid: 1h:25 - Åskådare: 650 | CV Guaguas         | 3 - 0 | VK Chebăr            | 25-21, 25-22, 25-21               |
| 5 oktober 2021 Hala Energia, Bełchatów Speltid: 1h:52 - Åskådare: 250                | Polonia London     | 2 - 3 | Sjachtsior Salihorsk | 25-17, 15-25, 23-25, 25-20, 13-15 |
| 6 oktober 2021 Mestská športová hala, Nitra Speltid: 1h:15 - Åskådare: 267           | VK Spartak Komárno | 3 - 0 | UVC Graz             | 25-18, 25-16, 26-24               |
| 6 oktober 2021 Sportska Dvorana Magnet, Brčko Speltid: 0h:59 - Åskådare: 0           | OK Mladost Brčko   | 0 - 3 | Olympiakos SFP       | 14-25, 11-25, 16-25               |
| 6 oktober 2021 Tartu Ülikooli Spordihoone, Tartu Speltid: 1h:51 - Åskådare: 700      | SK Duo             | 1 - 3 | SL Benfica           | 24-26, 25-22, 18-25, 16-25        |
| 6 oktober 2021 Omnisport Apeldoorn, Apeldoorn Speltid: 2h:03 - Åskådare: 550         | SV Dynamo          | 2 - 3 | Vammalan LP          | 25-16, 21-25, 25-19, 28-30, 19-21 |
| 6 oktober 2021 Mediteranski Sportski Centar, Budua Speltid: 2h:05 - Åskådare: 150    | OK Budva           | 3 - 2 | HAOK Mladost         | 25-20, 20-25, 25-22, 19-25, 15-10 |
| 6 oktober 2021 Sala Sporturilor Dunărea, Galați Speltid: 2h:04 - Åskådare: 320       | CS Arcada Galați   | 3 - 2 | VK Karlovarsko       | 25-18, 27-29, 25-22, 19-25, 15-7  |

##### Match 2
| 14 oktober 2021 Sportna Zala Vasıl Levski, Pazardžik Speltid: 2h:04 - Åskådare: 0 | VK Chebăr            | 3 - 1 | CV Guaguas         | 25-20, 25-27, 25-16, 25-18 Golden set: 15-13       |
| 7 oktober 2021 Hala Energia, Bełchatów Speltid: 1h:42 - Åskådare: 302             | Sjachtsior Salihorsk | 3 - 1 | Polonia London     | 25-16, 25-20, 22-25, 25-23                         |
| 14 oktober 2021 Raiffeisen Sportpark, Graz Speltid: 1h:37 - Åskådare: 1 000       | UVC Graz             | 1 - 3 | VK Spartak Komárno | 25-17, 23-25, 16-25, 16-25                         |
| 13 oktober 2021 Melina Merkourī Hall, Rentis Speltid: 1h:08 - Åskådare: 100       | Olympiakos SFP       | 3 - 0 | OK Mladost Brčko   | 25-16, 25-21, 25-17                                |
| 13 oktober 2021 Pavilion 2, Lissabon Speltid: 1h:42 - Åskådare: 398               | SL Benfica           | 3 - 1 | SK Duo             | 25-21, 17-25, 25-21, 25-20                         |
| 13 oktober 2021 Vexve Areena, Sastamala Speltid: 1h:47 - Åskådare: 982            | Vammalan LP          | 3 - 1 | SV Dynamo          | 25-20, 25-21, 27-29, 25-23                         |
| 14 oktober 2021 Dom odbojke Bojan Stranić, Zagreb Speltid: 1h:44 - Åskådare: 120  | HAOK Mladost         | 3 - 1 | OK Budva           | 19-25, 25-18, 25-20, 25-22                         |
| 13 oktober 2021 Hala míčových sportu, Karlovy Vary Speltid: 2h:21 - Åskådare: 625 | VK Karlovarsko       | 3 - 2 | CS Arcada Galați   | 25-19, 22-25, 32-30, 22-25, 15-9 Golden set: 15–10 |

#### Andra omgången

##### Match 1
| 20 oktober 2021 Sportna Zala Vasıl Levski, Pazardžik Speltid: 1h:48 - Åskådare: 200 | VK Chebăr          | 2 - 3 | Sjachtsior Salihorsk | 22-25, 25-15, 25-14, 19-25, 9-15 |
| 20 oktober 2021 Mestská športová hala, Nitra Speltid: 2h:12 - Åskådare: 280         | VK Spartak Komárno | 1 - 3 | Olympiakos SFP       | 25-22, 38-40, 21-25, 22-25       |
| 21 oktober 2021 Pavilion 2, Lissabon Speltid: 1h:16 - Åskådare: 650                 | SL Benfica         | 3 - 0 | Vammalan LP          | 25-23, 25-21, 25-18              |
| 20 oktober 2021 Dom odbojke Bojan Stranić, Zagreb Speltid: 1h:38 - Åskådare: 100    | HAOK Mladost       | 1 - 3 | VK Karlovarsko       | 25-21, 17-25, 24-26, 8-25        |

##### Match 2
| 28 oktober 2021 Hemmaplan dello Sport Uruchje, Minsk Speltid: 1h:36 - Åskådare: 400 | Sjachtsior Salihorsk | 1 - 3 | VK Chebăr          | 25-15, 21-25, 16-25, 22-25       |
| 27 oktober 2021 Melina Merkourī Hall, Rentis Speltid: 1h:17 - Åskådare: 90          | Olympiakos SFP       | 3 - 0 | VK Spartak Komárno | 25-21, 25-19, 31-29              |
| 27 oktober 2021 Vexve Areena, Sastamala Speltid: 1h:39 - Åskådare: 550              | Vammalan LP          | 1 - 3 | SL Benfica         | 27-25, 20-25, 21-25, 14-25       |
| 27 oktober 2021 Hala míčových sportu, Karlovy Vary Speltid: 2h:05 - Åskådare: 760   | VK Karlovarsko       | 3 - 2 | HAOK Mladost       | 18-25, 18-25, 25-19, 27-25, 15-9 |

#### Tredje omgången

##### Match 1
| 3 november 2021 Sportna Zala Vasıl Levski, Pazardžik Speltid: 1h:44 - Åskådare: 700 | VK Chebăr  | 3 - 1 | Olympiakos SFP | 26–24, 25–18, 20–25, 25–23        |
| 4 november 2021 Pavilion 2, Lissabon Speltid: 2h:09 - Åskådare: 700                 | SL Benfica | 2 - 3 | VK Karlovarsko | 16–25, 22–25, 25–22, 28–26, 12–15 |

##### Match 2
| 10 november 2021 Melina Merkourī Hall, Rentis Speltid: 1h:36 - Åskådare: 300       | Olympiakos SFP | 1 - 3 | VK Chebăr  | 25–21, 23–25, 19–25, 23–25 |
| 10 november 2021 Hala míčových sportu, Karlovy Vary Speltid: 1h:53 - Åskådare: 950 | VK Karlovarsko | 1 - 3 | SL Benfica | 25–20, 23–25, 21–25, 23–25 |

### Gruppspel
| Grupp A               | Grupp B           | Grupp C                  | Grupp D                   | Grupp E            |
| --------------------- | ----------------- | ------------------------ | ------------------------- | ------------------ |
| Volleyteam Roeselare  | VC Maaseik        | AS Volley Lube           | Berlin Recycling Volleys  | AS Cannes          |
| VK Chebăr             | Projekt Warszawa  | ZAKSA Kędzierzyn-Koźle   | SL Benfica                | Sir Safety Perugia |
| VfB Friedrichshafen   | VK Dinamo Moskva  | VK Lokomotiv Novosibirsk | VK Zenit Sankt Petersburg | Trentino Volley    |
| KS Jastrzębski Węgiel | Ziraat Bankası SK | OK Maribor               | OK Vojvodina              | Fenerbahçe SK      |

#### Grupp A

##### Resultat
| 30 november 2021 Hala Sportowa, Jastrzębie-Zdrój Speltid: 1h:00 - Åskådare: 1 366      | KS Jastrzębski Węgiel | 3 - 0 | VK Chebăr             | 25-11, 25-16, 25-14               |
| 1º december 2021 Kvotpharm-Arena, Neu-Ulm Speltid: 2h:10 - Åskådare: 207               | VfB Friedrichshafen   | 2 - 3 | Volleyteam Roeselare  | 18-25, 25-23, 16-25, 25-22, 9-15  |
| 14 december 2021 Tomabelhal, Roeselare Speltid: 1h:17 - Åskådare: ?                    | Volleyteam Roeselare  | 0 - 3 | KS Jastrzębski Węgiel | 18-25, 20-25, 23-25               |
| 16 december 2022 Sportna Zala Vasıl Levski, Pazardžik Speltid: 1h:57 - Åskådare: 1 000 | VK Chebăr             | 3 - 2 | VfB Friedrichshafen   | 25-13, 18-25, 22-25, 25-12, 15-12 |
| 17 februari 2022 Sportna Zala Vasıl Levski, Pazardžik Speltid: 1h:26 - Åskådare: 1 300 | VK Chebăr             | 3 - 0 | Volleyteam Roeselare  | 25-21, 26-24, 25-20               |
| 13 januari 2022 Kvotpharm-Arena, Neu-Ulm Speltid: 1h:03 - Åskådare: ?                  | VfB Friedrichshafen   | 0 - 3 | KS Jastrzębski Węgiel | 15-25, 17-25, 15-25               |
| 25 januari 2022 Hala Sportowa, Jastrzębie-Zdrój Speltid: 1h:19 - Åskådare: 900         | KS Jastrzębski Węgiel | 3 - 0 | Volleyteam Roeselare  | 25-21, 25-21, 25-23               |
| 26 januari 2022 Kvotpharm-Arena, Neu-Ulm Speltid: 0h:00 - Åskådare: 0                  | VfB Friedrichshafen   | 3 - 0 | VK Chebăr             | 25-0, 25-0, 25-0                  |
| 9 februari 2022 Tomabelhal, Roeselare Speltid: 2h:27 - Åskådare: 1 000                 | Volleyteam Roeselare  | 3 - 2 | VfB Friedrichshafen   | 25-20, 14-25, 20-25, 31-29, 15-11 |
| 10 februari 2022 Sportna Zala Vasıl Levski, Pazardžik Speltid: 1h:41 - Åskådare: 1 300 | VK Chebăr             | 1 - 3 | KS Jastrzębski Węgiel | 28-26, 23-25, 19-25, 16-25        |
| 16 februari 2022 Hala Sportowa, Jastrzębie-Zdrój Speltid: 1h:30 - Åskådare: 846        | KS Jastrzębski Węgiel | 3 - 1 | VfB Friedrichshafen   | 25-18, 23-25, 25-15, 25-23        |
| 16 februari 2022 Tomabelhal, Roeselare Speltid: 2h:21 - Åskådare: 1 250                | Volleyteam Roeselare  | 2 - 3 | VK Chebăr             | 25-23, 25-21, 20-25, 22-25, 14-16 |

##### Sluttabell
| Pos. | Lag                   | Pt | G | V | P | VS | FS | Kvot  | VP  | FP  | Kvot  |
| ---- | --------------------- | -- | - | - | - | -- | -- | ----- | --- | --- | ----- |
| 1.   | KS Jastrzębski Węgiel | 18 | 6 | 6 | 0 | 18 | 2  | 9,000 | 499 | 381 | 1,309 |
| 2.   | VK Chebăr             | 7  | 6 | 3 | 3 | 10 | 13 | 0,769 | 418 | 509 | 0,821 |
| 3.   | Volleyteam Roeselare  | 5  | 6 | 2 | 4 | 8  | 16 | 0,500 | 512 | 539 | 0,949 |
| 4.   | VfB Friedrichshafen   | 6  | 6 | 1 | 5 | 10 | 15 | 0,666 | 493 | 493 | 1,000 |

      Kvalificerade för kvartsfinal

#### Grupp B

##### Resultat
| 1º december 2021 Dvorec sporta Dinamo, Moskva Speltid: 2h:03 - Åskådare: 820      | VK Dinamo Moskva  | 3 - 2 | Projekt Warszawa  | 20-25, 21-25, 25-20, 25-16, 15-12 |
| 1º december 2021 Başkent Voleybol Salonu, Ankara Speltid: 1h:19 - Åskådare: 2 760 | Ziraat Bankası SK | 3 - 0 | VC Maaseik        | 26-24, 25-15, 25-17               |
| 14 december 2021 Steengoed Arena, Maaseik Speltid: 1h:17 - Åskådare: ?            | VC Maaseik        | 0 - 3 | VK Dinamo Moskva  | 20-25, 22-25, 18-25               |
| 15 december 2021 Steengoed Arena, Maaseik Speltid: 1h:49 - Åskådare: 1 277        | Projekt Warszawa  | 1 - 3 | Ziraat Bankası SK | 21-25, 25-21, 18-25, 21-25        |
| 15 februari 2022 Hala Torwar, Warszawa Speltid: 2h:06 - Åskådare: 850             | Projekt Warszawa  | 3 - 1 | VC Maaseik        | 25-23, 22-25, 25-20, 25-22        |
| 13 januari 2022 Başkent Voleybol Salonu, Ankara Speltid: 1h:10 - Åskådare: 1 500  | Ziraat Bankası SK | 0 - 3 | VK Dinamo Moskva  | 12-25, 20-25, 15-25               |
| 25 januari 2022 Başkent Voleybol Salonu, Ankara Speltid: 1h:50 - Åskådare: 980    | Ziraat Bankası SK | 3 - 1 | Projekt Warszawa  | 25-17, 17-25, 25-18, 25-18        |
| 26 januari 2022 Dvorec sporta Dinamo, Moskva Speltid: 1h:13 - Åskådare: 540       | VK Dinamo Moskva  | 3 - 0 | VC Maaseik        | 25-16, 25-15, 25-18               |
| 8 februari 2022 Steengoed Arena, Maaseik Speltid: 2h:18 - Åskådare: 1 150         | VC Maaseik        | 3 - 2 | Ziraat Bankası SK | 25-19, 23-25, 25-21, 22-25, 15-13 |
| 9 februari 2022 Hala Torwar, Warszawa Speltid: 1h:11 - Åskådare: 1 160            | Projekt Warszawa  | 0 - 3 | VK Dinamo Moskva  | 20-25, 23-25, 13-25               |
| 16 februari 2022 Dvorec sporta Dinamo, Moskva Speltid: 1h:23 - Åskådare: 700      | VK Dinamo Moskva  | 3 - 0 | Ziraat Bankası SK | 25-20, 25-20, 25-21               |
| 16 februari 2022 Steengoed Arena, Maaseik Speltid: 1h:46 - Åskådare: ?            | VC Maaseik        | 1 - 3 | Projekt Warszawa  | 25-21, 17-25, 18-25, 18-25        |

##### Sluttabell
| Pos. | Lag               | Pt | G | V | P | VS | FS | Kvot  | VP  | FP  | Kvot  |
| ---- | ----------------- | -- | - | - | - | -- | -- | ----- | --- | --- | ----- |
| 1.   | VK Dinamo Moskva  | 17 | 6 | 6 | 0 | 18 | 2  | 9,000 | 481 | 371 | 1,296 |
| 2.   | Ziraat Bankası SK | 10 | 6 | 3 | 3 | 11 | 11 | 1,000 | 475 | 479 | 0,991 |
| 3.   | Projekt Warszawa  | 7  | 6 | 2 | 4 | 10 | 14 | 0,714 | 510 | 537 | 0,949 |
| 4.   | VC Maaseik        | 2  | 6 | 1 | 5 | 5  | 17 | 0,294 | 443 | 522 | 0,848 |

      Kvalificerade för kvartsfinal

#### Grupp C

##### Resultat
| 1º december 2021 Hala Azoty, Kędzierzyn-Koźle Speltid: 1h:15 - Åskådare: 700               | ZAKSA Kędzierzyn-Koźle   | 3 - 0 | OK Maribor               | 25-19, 25-18, 25-17               |
| 1º december 2021 PalaCivitanova, Civitanova Marche Speltid: 1h:18 - Åskådare: 1 200        | AS Volley Lube           | 3 - 0 | VK Lokomotiv Novosibirsk | 25-17, 25-20, 25-15               |
| 14 december 2021 SKK Sever, Novosibirsk Speltid: 2h:09 - Åskådare: 2 349                   | VK Lokomotiv Novosibirsk | 1 - 3 | ZAKSA Kędzierzyn-Koźle   | 19-25, 25-21, 24-26, 23-25        |
| 15 december 2021 Dvorana Tabor, Maribor Speltid: 1h:11 - Åskådare: 1 147                   | OK Maribor               | 0 - 3 | AS Volley Lube           | 18-25, 16-25, 24-26               |
| 11 januari 2022 SKK Sever, Novosibirsk Speltid: 0h:00 - Åskådare: 0                        | VK Lokomotiv Novosibirsk | 3 - 0 | OK Maribor               | 25-0, 25-0, 25-0                  |
| 12 januari 2022 Hala Azoty, Kędzierzyn-Koźle Speltid: 2h:05 - Åskådare: 5 655              | ZAKSA Kędzierzyn-Koźle   | 2 - 3 | AS Volley Lube           | 17-25, 25-16, 18-25, 25-22, 12-15 |
| 12 februari 2022 SKK Sever, Novosibirsk, Kędzierzyn-Koźle Speltid: 1h:56 - Åskådare: 2 418 | ZAKSA Kędzierzyn-Koźle   | 1 - 3 | VK Lokomotiv Novosibirsk | 18-25, 25-23, 17-25, 20-25        |
| 26 januari 2022 PalaCivitanova, Civitanova Marche Speltid: 1h:10 - Åskådare: 1 000         | AS Volley Lube           | 3 - 0 | OK Maribor               | 25-18, 25-15, 25-19               |
| 8 februari 2022 Dvorana Tabor, Maribor Speltid: 1h:14 - Åskådare: 600                      | OK Maribor               | 0 - 3 | ZAKSA Kędzierzyn-Koźle   | 19-25, 11-25, 21-25               |
| 9 februari 2022 SKK Sever, Novosibirsk Speltid: 1h:59 - Åskådare: 3 500                    | VK Lokomotiv Novosibirsk | 1 - 3 | AS Volley Lube           | 25-21, 23-25, 22-25, 20-25        |
| 16 februari 2022 Dvorana Tabor, Maribor Speltid: 1h:15 - Åskådare: 700                     | OK Maribor               | 0 - 3 | VK Lokomotiv Novosibirsk | 22-25, 23-25, 21-25               |
| 16 februari 2022 PalaCivitanova, Civitanova Marche Speltid: 2h:15 - Åskådare: 1 113        | AS Volley Lube           | 2 - 3 | ZAKSA Kędzierzyn-Koźle   | 22-25, 25-21, 24-26, 25-21, 11-15 |

##### Sluttabell
| Pos. | Lag                      | Pt | G | V | P | VS | FS | Kvot  | VP  | FP  | Kvot  |
| ---- | ------------------------ | -- | - | - | - | -- | -- | ----- | --- | --- | ----- |
| 1.   | AS Volley Lube           | 15 | 6 | 5 | 1 | 17 | 6  | 2,833 | 531 | 457 | 1,161 |
| 2.   | ZAKSA Kędzierzyn-Koźle   | 12 | 6 | 4 | 2 | 15 | 9  | 1,666 | 532 | 503 | 1,057 |
| 3.   | VK Lokomotiv Novosibirsk | 9  | 6 | 3 | 3 | 11 | 10 | 1,100 | 481 | 414 | 1,161 |
| 4.   | OK Maribor               | 0  | 6 | 0 | 6 | 0  | 18 | 0,000 | 281 | 451 | 0,623 |

      Kvalificerade för kvartsfinal

#### Grupp D

##### Resultat
| 1º december 2021 Sibur Arena, Sankt Petersburg Speltid: 1h:12 - Åskådare: 1 680 | VK Zenit Sankt Petersburg | 3 - 0 | SL Benfica                | 25-19, 25-16, 25-23               |
| 1º december 2021 Max-Schmeling-Halle, Berlin Speltid: 1h:14 - Åskådare: 2 300   | Berlin Recycling Volleys  | 3 - 0 | OK Vojvodina              | 26-24, 25-16, 25-21               |
| 15 december 2021 SPC Vojvodina, Novi Sad Speltid: 1h:15 - Åskådare: 1 500       | OK Vojvodina              | 0 - 3 | VK Zenit Sankt Petersburg | 22-25, 13-25, 20-25               |
| 15 december 2021 Pavilion 2, Lissabon Speltid: 1h:40 - Åskådare: 650            | SL Benfica                | 1 - 3 | Berlin Recycling Volleys  | 19-25, 16-25, 25-15, 19-25        |
| 17 februari 2022 Sibur Arena, Sankt Petersburg Speltid: 2h:13 - Åskådare: 957   | Berlin Recycling Volleys  | 3 - 2 | VK Zenit Sankt Petersburg | 21-25, 25-21, 21-25, 28-26, 17-15 |
| 17 februari 2022 Pavilion 2, Lissabon Speltid: 2h:18 - Åskådare: 367            | SL Benfica                | 3 - 2 | OK Vojvodina              | 23-25, 26-24, 26-24, 25-27, 15-11 |
| 25 januari 2022 Sibur Arena, Sankt Petersburg Speltid: 1h:13 - Åskådare: 1 250  | VK Zenit Sankt Petersburg | 0 - 3 | OK Vojvodina              | 15-25, 21-25, 21-25               |
| 26 januari 2022 Max-Schmeling-Halle, Berlin Speltid: 0h:00 - Åskådare: 0        | Berlin Recycling Volleys  | 3 - 0 | SL Benfica                | 25-0, 25-0, 25-0                  |
| 8 februari 2022 Pavilion 2, Lissabon Speltid: 1h:18 - Åskådare: 1 000           | SL Benfica                | 0 - 3 | VK Zenit Sankt Petersburg | 16-25, 18-25, 16-25               |
| 9 februari 2022 SPC Vojvodina, Novi Sad Speltid: 1h:22 - Åskådare: 2 500        | OK Vojvodina              | 0 - 3 | Berlin Recycling Volleys  | 25-27, 20-25, 23-25               |
| 16 februari 2022 SPC Vojvodina, Novi Sad Speltid: 1h:43 - Åskådare: 351         | OK Vojvodina              | 1 - 3 | SL Benfica                | 25-19, 24-26, 21-25, 14-25        |
| 16 februari 2022 Sibur Arena, Sankt Petersburg Speltid: 2h:12 - Åskådare: 1 380 | VK Zenit Sankt Petersburg | 2 - 3 | Berlin Recycling Volleys  | 26-24, 25-20, 25-27, 22-25, 12-15 |

##### Sluttabell
| Pos. | Lag                       | Pt | G | V | P | VS | FS | Kvot  | VP  | FP  | Kvot  |
| ---- | ------------------------- | -- | - | - | - | -- | -- | ----- | --- | --- | ----- |
| 1.   | Berlin Recycling Volleys  | 16 | 6 | 6 | 0 | 18 | 5  | 3,600 | 541 | 430 | 1,258 |
| 2.   | VK Zenit Sankt Petersburg | 11 | 6 | 3 | 3 | 13 | 9  | 1,444 | 504 | 461 | 1,093 |
| 3.   | SL Benfica                | 5  | 6 | 2 | 4 | 7  | 15 | 0,466 | 397 | 510 | 0,778 |
| 4.   | OK Vojvodina              | 4  | 6 | 1 | 5 | 6  | 15 | 0,400 | 454 | 495 | 0,917 |

      Kvalificerade för kvartsfinal

#### Grupp E

##### Resultat
| 30 november 2021 Burhan Felek Spor Salonu, Istanbul Speltid: 1h:31 - Åskådare: 302 | Fenerbahçe SK      | 3 - 0 | AS Cannes          | 28-26, 25-21, 25-22              |
| 2 december 2021 PalaEvangelisti, Perugia Speltid: 1h:22 - Åskådare: 2 039          | Sir Safety Perugia | 3 - 0 | Trentino Volley    | 25-21, 25-18, 25-23              |
| 15 december 2021 Palais des Victoires, Cannes Speltid: 1h:27 - Åskådare: 1 834     | AS Cannes          | 0 - 3 | Sir Safety Perugia | 15-25, 22-25, 18-25              |
| 16 december 2021 PalaTrento, Trento Speltid: 1h:14 - Åskådare: 1 290               | Trentino Volley    | 3 - 0 | Fenerbahçe SK      | 25-21, 25-22, 25-17              |
| 12 januari 2022 Burhan Felek Spor Salonu, Istanbul Speltid: 1h:30 - Åskådare: 366  | Fenerbahçe SK      | 0 - 3 | Sir Safety Perugia | 24-26, 25-27, 22-25              |
| 13 januari 2022 PalaTrento, Trento Speltid: 0h:59 - Åskådare: 1 151                | Trentino Volley    | 3 - 0 | AS Cannes          | 25-13, 25-13, 25-13              |
| 26 januari 2022 Burhan Felek Spor Salonu, Istanbul Speltid: 1h:09 - Åskådare: 250  | Fenerbahçe SK      | 0 - 3 | Trentino Volley    | 20-25, 18-25, 16-25              |
| 27 januari 2022 PalaEvangelisti, Perugia Speltid: 0h:00 - Åskådare: 0              | Sir Safety Perugia | 3 - 0 | AS Cannes          | 25-0, 25-0, 25-0                 |
| 8 februari 2022 Palais des Victoires, Cannes Speltid: 1h:59 - Åskådare: 700        | AS Cannes          | 2 - 3 | Fenerbahçe SK      | 19-25, 25-19, 25-19, 13-25, 9-15 |
| 10 februari 2022 PalaTrento, Trento Speltid: 1h:21 - Åskådare: 1 402               | Trentino Volley    | 0 - 3 | Sir Safety Perugia | 18-25, 21-25, 23-25              |
| 16 februari 2022 Palais des Victoires, Cannes Speltid: 1h:36 - Åskådare: 650       | AS Cannes          | 1 - 3 | Trentino Volley    | 23-25, 9-25, 29-27, 14-25        |
| 16 februari 2022 PalaEvangelisti, Perugia Speltid: 1h:19 - Åskådare: 1 200         | Sir Safety Perugia | 3 - 0 | Fenerbahçe SK      | 25-17, 25-21, 25-17              |

##### Sluttabell
| Pos. | Lag                | Pt | G | V | P | VS | FS | Kvot  | VP  | FP  | Kvot  |
| ---- | ------------------ | -- | - | - | - | -- | -- | ----- | --- | --- | ----- |
| 1.   | Sir Safety Perugia | 18 | 6 | 6 | 0 | 18 | 0  | MAX   | 453 | 305 | 1,485 |
| 2.   | Trentino Volley    | 12 | 6 | 4 | 2 | 12 | 7  | 1,714 | 451 | 378 | 1,193 |
| 3.   | Fenerbahçe SK      | 5  | 6 | 2 | 4 | 6  | 14 | 0,428 | 421 | 463 | 0,909 |
| 4.   | AS Cannes          | 1  | 6 | 0 | 6 | 3  | 18 | 0,166 | 329 | 508 | 0,647 |

      Kvalificerade för kvartsfinal

### Slutspel
|  | Kvartsfinaler | Kvartsfinaler             | Kvartsfinaler | Kvartsfinaler          |   |    | Semifinaler           | Semifinaler | Semifinaler | Semifinaler |  |  | Final | Final | Final |  |
|  |               |                           |               |                        |   |    |                       |             |             |             |  |  |       |       |       |  |
|  | 2D            | VK Zenit Sankt Petersburg | 0             | 0                      |   |    |                       |             |             |             |  |  |       |       |       |  |
|  | 2D            | VK Zenit Sankt Petersburg | 0             | 0                      |   |    |                       |             |             |             |  |  |       |       |       |  |
|  | 1E            | Sir Safety Perugia        | 3             | 3                      |   |    |                       |             |             |             |  |  |       |       |       |  |
|  | 1E            | Sir Safety Perugia        | 3             | 3                      |   | 1E | Sir Safety Perugia    | 2           | 3           |             |  |  |       |       |       |  |
|  |               |                           |               |                        |   | 1E | Sir Safety Perugia    | 2           | 3           |             |  |  |       |       |       |  |
|  |               |                           | 2E            | Trentino Volley        | 3 | 2  |                       |             |             |             |  |  |       |       |       |  |
|  | 2E            | Trentino Volley           | 2E            | Trentino Volley        | 3 | 2  | 3                     | 2           |             |             |  |  |       |       |       |  |
|  | 2E            | Trentino Volley           |               |                        |   |    |                       |             |             |             |  |  |       |       |       |  |
|  | 1D            | Berlin Recycling Volleys  | 0             | 3                      |   |    |                       |             |             |             |  |  |       |       |       |  |
|  | 1D            | Berlin Recycling Volleys  | 0             | 3                      |   | 2E | Trentino Volley       | 0           |             |             |  |  |       |       |       |  |
|  |               |                           |               |                        |   |    |                       |             |             |             |  |  |       |       |       |  |
|  |               |                           | 2C            | ZAKSA Kędzierzyn-Koźle | 3 |    |                       |             |             |             |  |  |       |       |       |  |
|  | 1C            | AS Volley Lube            | 2C            | ZAKSA Kędzierzyn-Koźle | 3 | 0  | 2                     |             |             |             |  |  |       |       |       |  |
|  | 1C            | AS Volley Lube            |               |                        |   |    |                       |             |             |             |  |  |       |       |       |  |
|  | 1A            | KS Jastrzębski Węgiel     | 3             | 3                      |   |    |                       |             |             |             |  |  |       |       |       |  |
|  | 1A            | KS Jastrzębski Węgiel     | 3             | 3                      |   | 1A | KS Jastrzębski Węgiel | 0           | 3           |             |  |  |       |       |       |  |
|  |               |                           |               |                        |   | 1A | KS Jastrzębski Węgiel | 0           | 3           |             |  |  |       |       |       |  |
|  |               |                           | 2C            | ZAKSA Kędzierzyn-Koźle | 3 | 2  |                       |             |             |             |  |  |       |       |       |  |
|  | 2C            | ZAKSA Kędzierzyn-Koźle    | 2C            | ZAKSA Kędzierzyn-Koźle | 3 | 2  | 3                     | 3           |             |             |  |  |       |       |       |  |
|  | 2C            | ZAKSA Kędzierzyn-Koźle    |               |                        |   |    |                       |             |             |             |  |  |       |       |       |  |
|  | 1B            | VK Dinamo Moskva          | 0             | 0                      |   |    |                       |             |             |             |  |  |       |       |       |  |

#### Kvartsfinaler

##### Match 1
| - Sibur Arena, Sankt Petersburg Speltid: 0h:00 - Åskådare: 0                   | VK Zenit Sankt Petersburg | 0 - 3 | Sir Safety Perugia       | 0-25, 0-25, 0-25    |
| 10 mars 2022 PalaTrento, Trento Speltid: 1h:18 - Åskådare: 1 033               | Trentino Volley           | 3 - 0 | Berlin Recycling Volleys | 27-25, 25-19, 25-22 |
| 8 mars 2022 PalaCivitanova, Civitanova Marche Speltid: 1h:18 - Åskådare: 1 539 | AS Volley Lube            | 0 - 3 | KS Jastrzębski Węgiel    | 22-25, 23-25, 19-25 |
| - Hala Azoty, Kędzierzyn-Koźle Speltid: 0h:00 - Åskådare: 0                    | ZAKSA Kędzierzyn-Koźle    | 3 - 0 | VK Dinamo Moskva         | 25-0, 25-0, 25-0    |

##### Match 2
| - PalaEvangelisti, Perugia Speltid: 0h:00 - Åskådare: 0                       | Sir Safety Perugia       | 3 - 0 | VK Zenit Sankt Petersburg | 25-0, 25-0, 25-0                  |
| 16 mars 2022 Max-Schmeling-Halle, Berlin Speltid: 1h:59 - Åskådare: 4 200     | Berlin Recycling Volleys | 3 - 2 | Trentino Volley           | 25-21, 25-22, 9-25, 21-25, 15-13  |
| 16 mars 2022 Hala Sportowa, Jastrzębie-Zdrój Speltid: 2h:10 - Åskådare: 3 700 | KS Jastrzębski Węgiel    | 3 - 2 | AS Volley Lube            | 24-26, 23-25, 28-26, 25-19, 15-12 |
| - Dvorec sporta Dinamo, Moskva Speltid: 0h:00 - Åskådare: 0                   | VK Dinamo Moskva         | 0 - 3 | ZAKSA Kędzierzyn-Koźle    | 0-25, 0-25, 0-25                  |

#### Semifinaler

##### Match 1
| 30 mars 2022 PalaEvangelisti, Perugia Speltid: 2h:30 - Åskådare: 2 348        | Sir Safety Perugia    | 2 - 3 | Trentino Volley        | 23-25, 25-19, 23-25, 30-28, 12-15 |
| 30 mars 2022 Hala Sportowa, Jastrzębie-Zdrój Speltid: 1h:16 - Åskådare: 3 100 | KS Jastrzębski Węgiel | 0 - 3 | ZAKSA Kędzierzyn-Koźle | 20-25, 14-25, 19-25               |

##### Match 2
| 7 april 2022 PalaTrento, Trento Speltid: 2h:28 - Åskådare: 3 400           | Trentino Volley        | 2 - 3 | Sir Safety Perugia    | 25-21, 21-25, 25-16, 20-25, 13-15 Golden set: 17-15 |
| 7 april 2022 Hala Azoty, Kędzierzyn-Koźle Speltid: 1h:54 - Åskådare: 3 375 | ZAKSA Kędzierzyn-Koźle | 3 - 2 | KS Jastrzębski Węgiel | 25-15, 25-21, 24-26, 21-25, 15-11                   |

#### Final
| 22 maj 2022 Arena Stožice, Ljubljana Speltid: 1h:36 - Åskådare: 9 500 | Trentino Volley | 0 - 3 | ZAKSA Kędzierzyn-Koźle | 22-25, 20-25, 30-32 |

## Statistik
| Vunna poäng | Vunna poäng            | Vunna poäng | Vunna poäng            |
| Pos.        | Namn                   | Poäng       | Lag                    |
| ----------- | ---------------------- | ----------- | ---------------------- |
| 1           | Alessandro Michieletto | 181         | Trentino Volley        |
| 2           | Patrik Indra           | 155         | VK Karlovarsko         |
| 3           | Todor Aleksiev         | 151         | VK Chebăr              |
| 4           | Kamil Semeniuk         | 150         | ZAKSA Kędzierzyn-Koźle |
| 5           | Bradley Gunter         | 146         | VK Chebăr              |
| 6           | Jacopo Massari         | 141         | VK Chebăr              |
| 7           | Tomasz Fornal          | 126         | KS Jastrzębski Węgiel  |
| 8           | Matej Kazijski         | 126         | Trentino Volley        |
| 9           | Wilfredo León          | 123         | Sir Safety Perugia     |
| 10          | Jan Hadrava            | 121         | KS Jastrzębski Węgiel  |

| Vunna attacker | Vunna attacker         | Vunna attacker | Vunna attacker         |
| Pos.           | Namn                   | Poäng          | Lag                    |
| -------------- | ---------------------- | -------------- | ---------------------- |
| 1              | Alessandro Michieletto | 141            | Trentino Volley        |
| 2              | Todor Aleksiev         | 138            | VK Chebăr              |
| 3              | Jacopo Massari         | 126            | VK Chebăr              |
| 4              | Bradley Gunter         | 125            | VK Chebăr              |
| 5              | Patrik Indra           | 124            | VK Karlovarsko         |
| 6              | Kamil Semeniuk         | 122            | ZAKSA Kędzierzyn-Koźle |
| 7              | Matej Kazijski         | 113            | Trentino Volley        |
| 8              | André Aleixo           | 105            | SL Benfica             |
| 9              | Tomasz Fornal          | 100            | KS Jastrzębski Węgiel  |
| 10             | Hugo Gaspar            | 99             | SL Benfica             |

| Vunna block | Vunna block            | Vunna block | Vunna block            |
| Pos.        | Namn                   | Poäng       | Lag                    |
| ----------- | ---------------------- | ----------- | ---------------------- |
| 1           | Viktor Josifov         | 33          | VK Chebăr              |
| 2           | Robertlandy Simón      | 30          | AS Volley Lube         |
| 3           | Daniele Lavia          | 24          | Trentino Volley        |
| 4           | Norbert Huber          | 21          | ZAKSA Kędzierzyn-Koźle |
| 4           | Srećko Lisinac         | 21          | Trentino Volley        |
| 6           | Nikolaj Kărtev         | 20          | VK Chebăr              |
| 6           | Marko Podraščanin      | 20          | Trentino Volley        |
| 8           | Adam Zajíček           | 19          | VK Karlovarsko         |
| 8           | Alessandro Michieletto | 19          | Trentino Volley        |
| 10          | Andrzej Wrona          | 18          | Projekt Warszawa       |
| 10          | Vojtěch Patočka        | 18          | Trentino Volley        |
| 10          | Tomasz Fornal          | 18          | Projekt Warszawa       |

| Serveess | Serveess               | Serveess | Serveess               |
| Pos.     | Namn                   | Poäng    | Lag                    |
| -------- | ---------------------- | -------- | ---------------------- |
| 1        | Wilfredo León          | 21       | Sir Safety Perugia     |
| 1        | Alessandro Michieletto | 21       | Trentino Volley        |
| 3        | Kamil Semeniuk         | 20       | ZAKSA Kędzierzyn-Koźle |
| 4        | Robertlandy Simón      | 19       | AS Volley Lube         |
| 5        | Patrik Indra           | 16       | VK Karlovarsko         |
| 6        | Salvador Hidalgo       | 14       | Fenerbahçe SK          |
| 7        | Boris Buša             | 13       | HAOK Mladost           |
| 7        | Ricardo Lucarelli      | 13       | AS Volley Lube         |
| 7        | Bradley Gunter         | 13       | VK Chebăr              |
| 10       | Viktor Josifov         | 12       | VK Chebăr              |